# Air – Transport Europe
AIR – TRANSPORT EUROPE, spol. s r.o. (zkratka ATE) je slovenský letecký dopravce se specializací na provoz letecké záchranné služby (LZS; slovensky vrtuľníková záchranná zdravotná služba, VZZS). Společnost sídlí v Popradu a je jediným provozovalem LZS na Slovensku. Od roku 2017 je provozovatelem LZS v Olomouckém kraji (Kryštof 09) a od roku 2021 také v Moravskoslezském kraji (Kryštof 05). Kromě činností se zajištěním chodu LZS se ATE věnuje nepravidelné letecké přepravě a speciálním leteckým pracím. Je také autorizovaným servisním střediskem pro vrtulníky AgustaWestland a Eurocopter a certifikovanou základnou pro generální opravy strojů Mil. Společnost ATE vznikla 5. dubna 1991 a stala se jednou z prvních soukromých leteckých společností na území Československa. Pro leteckou záchrannou službu využívá dvoumotorové vrtulníky Agusta A109K2 a Bell 429.

## Provoz letecké záchranné služby

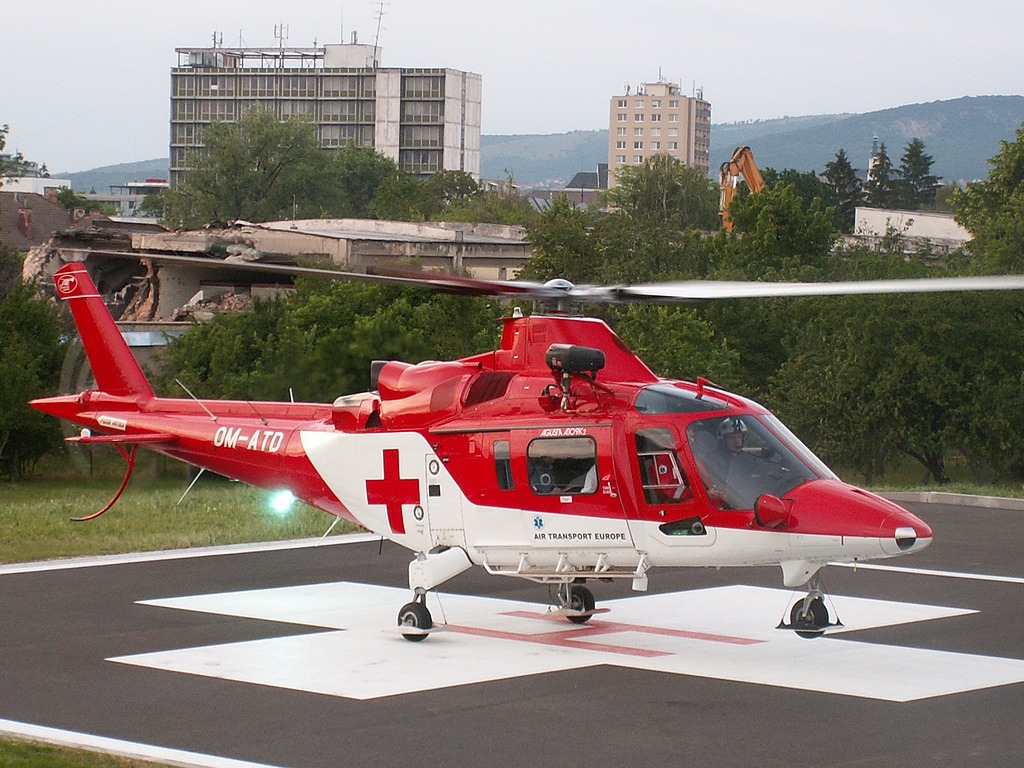
Vrtulník Agusta A109K2 s imatrikulací OM-ATD na heliportu v Nitře

Letecká záchranná služba je na Slovensku organizována, podobně jako ve většině evropských zemí, ve spolupráci s nestátními provozovateli. Slovenská republika je v současnosti pokryta sítí sedmi stanic letecké záchranné služby. Společnost ATE vznikla v roce 1991 a jejím nosným programem se stal provoz LZS. Se vznikem převzala chod stanice HEMS v Popradě. Ta byla do provozu uvedena 8. prosince 1987 pod názvem Kryštof 03 jako třetí stanice HEMS v Československu. Pro LZS byly před rokem 1991 nasazeny vrtulníky Mil Mi-2 a od roku 1991 stroj Aérospatiale Alouette III. V roce 1991 měla společnost ATE pronajaty další vrtulníky ze zahraničí (např. vrtulník Mil Mi-8 z Ukrajiny), které sloužily k leteckým pracím – těžba dřeva, stavební a montážní práce a další.
S rozdělením Československa v roce 1993 došlo k přeznačení slovenských stanic HEMS, jejichž názvy jsou ve formátu Krištof x, kde x je číslo. Dalších šest stanic provozovali různí provozovatelé, postupně však docházelo ke sjednocení a všechny stanice převzala do roku 2009 společnost ATE. Stanice Krištof 01 v Bratislavě a Krištof 02 v Banské Bystrici převzala společnost ATE shodně 15. srpna 2001, stanice Krištof 04 v Košicích a Krištof 05 v Nitře provozuje od roku 2006 a stanice Krištof 06 v Žilině a Krištof 07 v Trenčíně provozuje od roku 2009. Středisko v Trenčíně bylo znova otevřeno 10. prosince 2009 – do roku 1995 existovalo pod označením Kryštof 16. Znovuotevřená byla v roce 2001 také stanice v Bratislavě.

### Vrtulníky

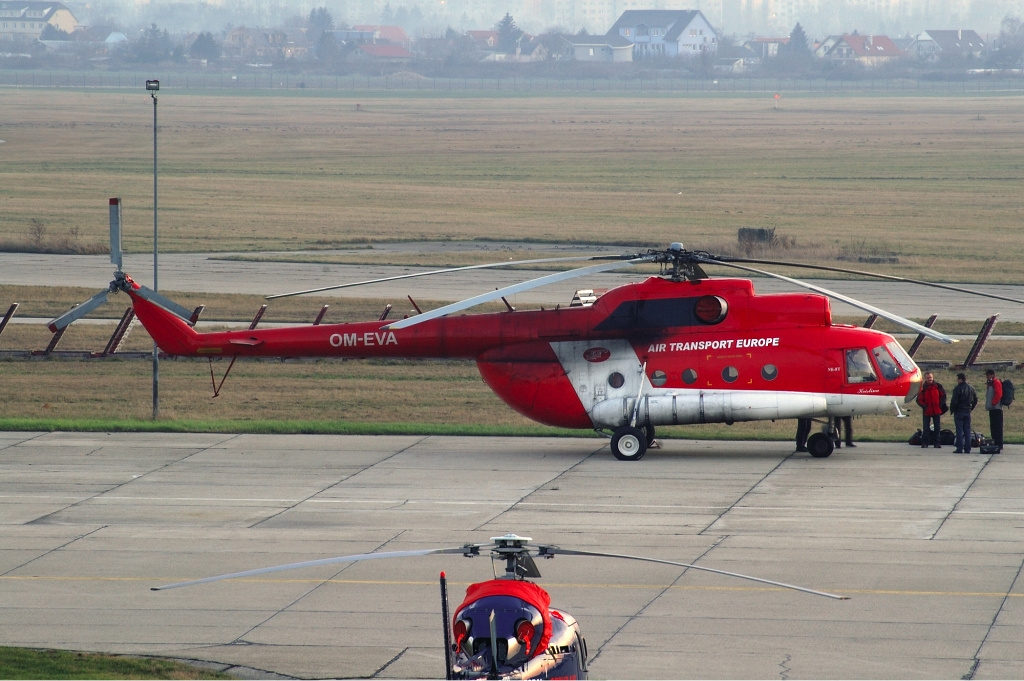
Vrtulník Mil Mi-8 společnosti ATE

Od počátku činnosti využívala společnost ATE různé typy vrtulníků, především stroje Mil Mi-2 a Mil Mi-8, ale také Eurocopter AS 355N Ecureuil 2 nebo PZL Kania. Zlom přišel v březnu 2003, kdy byl do služby nasazen první stroj Agusta A109K2. Vrtulník nebyl nový, již dříve létal ve službách letecké záchranné služby Rega ve Švýcarsku. 26. února 2004 byly představeny další tři stroje Agusta A109K2. Všechny vrtulníky byly nasazeny do služby. Společnost ATE má celkem osm vrtulníků Agusta A109K2 ve špičkové zdravotnické konfiguraci (imatrikulace OM-ATA, OM-ATD, OM-ATE, OM-ATF, OM-ATG, OM-ATJ, OM-ATK, OM-ATL) a jeden vrtulník Bell 429 (OM-ATR), který byl do služby uveden v roce 2014. Jelikož zasahují vrtulníky často v Tatrách, jsou vybaveny navijákem s nosností 205 kg o délce 50 m.
2. ledna 2006 došlo k nehodě vrtulníku Agusta A109K2 s imatrikulací OM-ATC v obci Janova Lehota v okrese Žiar nad Hronom. Všichni tři členové posádky zahynuli.
K další nehodě záchranářského vrtulníku Agusta A109K2 registrační značky OM-ATB došlo 17. července 2015. Vrtulník odstartoval na pomoc desetiletému německému chlapci ze základny Krištof 03 v Popradě. Nedaleko obce Hrabušice se však stroj zachytil do drátů elektrického vedení a zřítil se z výšky přibližně 50 metrů do řeky Hornád v rokli Prielom Hornádu ve Slovenském ráji. Na místě nehody zahynula celá čtyřčlenná osádka vrtulníku – pilot, lékař, zdravotnický záchranář a záchranář horské služby.
Vrtulníky se na jednotlivých základnách po určité době střídají. Žádný vrtulník není tedy trvale nasazen na některé ze základen, jako je tomu například v Česku.
Další vrtulníky, jež společnost ATE využívá, jsou stroje Mil Mi-8 (OM-EVA) a Eurocopter AS 355 N Ecureuil 2 (OM-ATH). Tyto stroje však slouží pro komerční účely.

### Seznam stanic LZS v Česku
| Volací znak | Kraj                 | Základna | Provoz zahájen                      |
| Kryštof 09  | Olomoucký kraj       | Olomouc  | 1. října 1990, ATE od 1. ledna 2017 |
| Kryštof 05  | Moravskoslezský kraj | Ostrava  | 1. srpna 1989, ATE od 1. ledna 2021 |

### Seznam stanic LZS na Slovensku

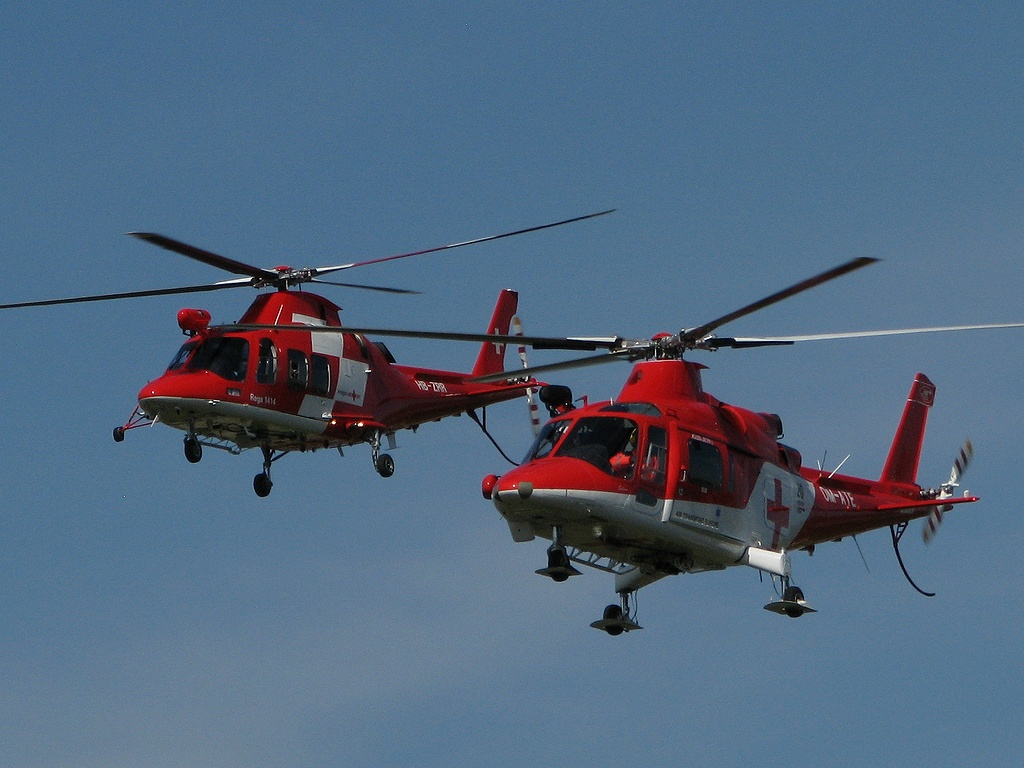
Vrtulníky Agusta A109K2 společností ATE a Agusta A109SP Rega

Data podle lzs.sk.
| Volací znak | Kraj                 | Základna        | Provoz zahájen                             |
| Krištof 01  | Bratislavský kraj    | Bratislava      | 15. říjen 1990, ATE od 15. srpna 2001      |
| Krištof 02  | Banskobystrický kraj | Banská Bystrica | 1. leden 1989, ATE od 15. srpna 2001       |
| Krištof 03  | Prešovský kraj       | Poprad          | 8. prosinec 1987, ATE od 1. dubna 1995     |
| Krištof 04  | Košický kraj         | Košice          | 1. srpen 1990, ATE od 1. ledna 2006        |
| Krištof 05  | Nitranský kraj       | Nitra           | 1. únor 2006, ATE od 1. února 2006         |
| Krištof 06  | Žilinský kraj        | Žilina          | 1. červenec 1991, ATE od 9. listopadu 2009 |
| Krištof 07  | Trenčínský kraj      | Trenčín         | rok 1991, znovuotevřeno 10. prosince 2009  |

## Další činnosti
Mezi další činnosti, které společnost ATE provozuje, patří speciální letecké práce. Tyto zahrnují hašení lesních požárů, stavební a montážní práce, těžbu dřeva, údržbu a opravy stožárů vysokého napětí a transport nákladu. ATE provozuje také nepravidelnou leteckou osobní dopravu, ke které využívá letoun Cessna Citation 560 Encore (OM-ATM) a vrtulník Eurocopter AS 355N Ecureuil 2 (OM-ATH).

## Galerie

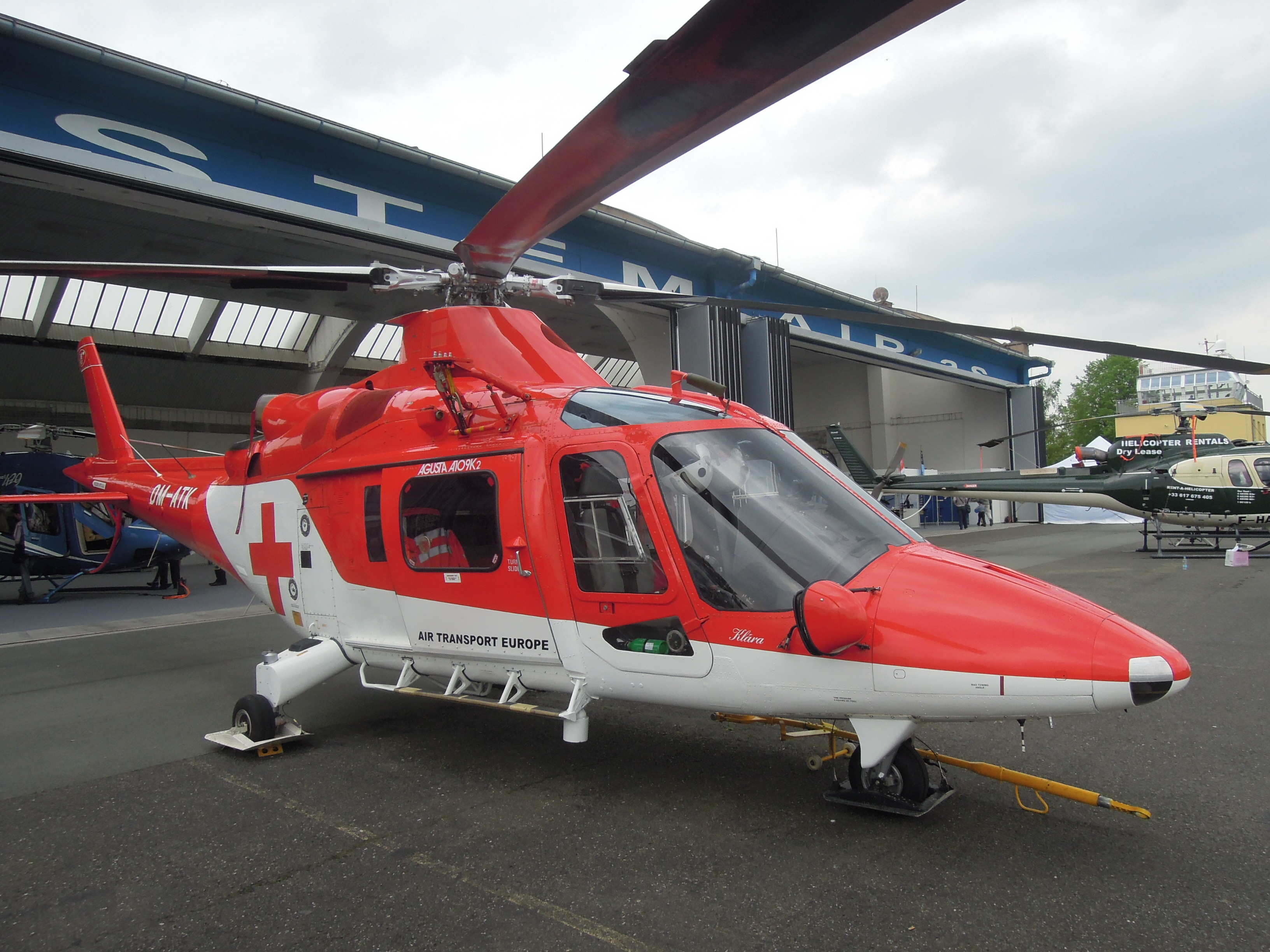
Vrtulník Agusta A109K2 společnosti ATE
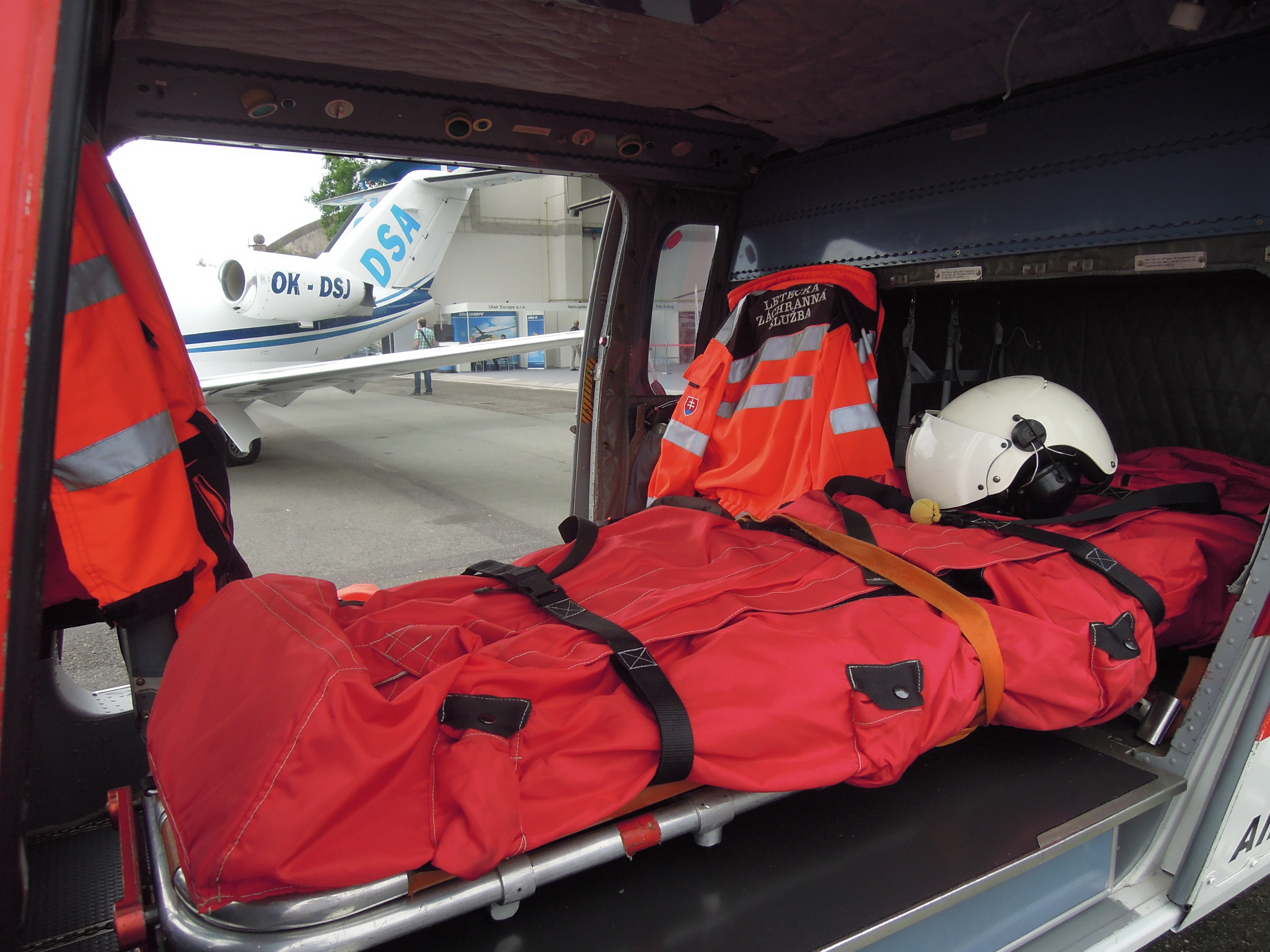
Vnitřní zástavba slovenského vrtulníku společnosti ATE sloužícího u letecké záchranné služby
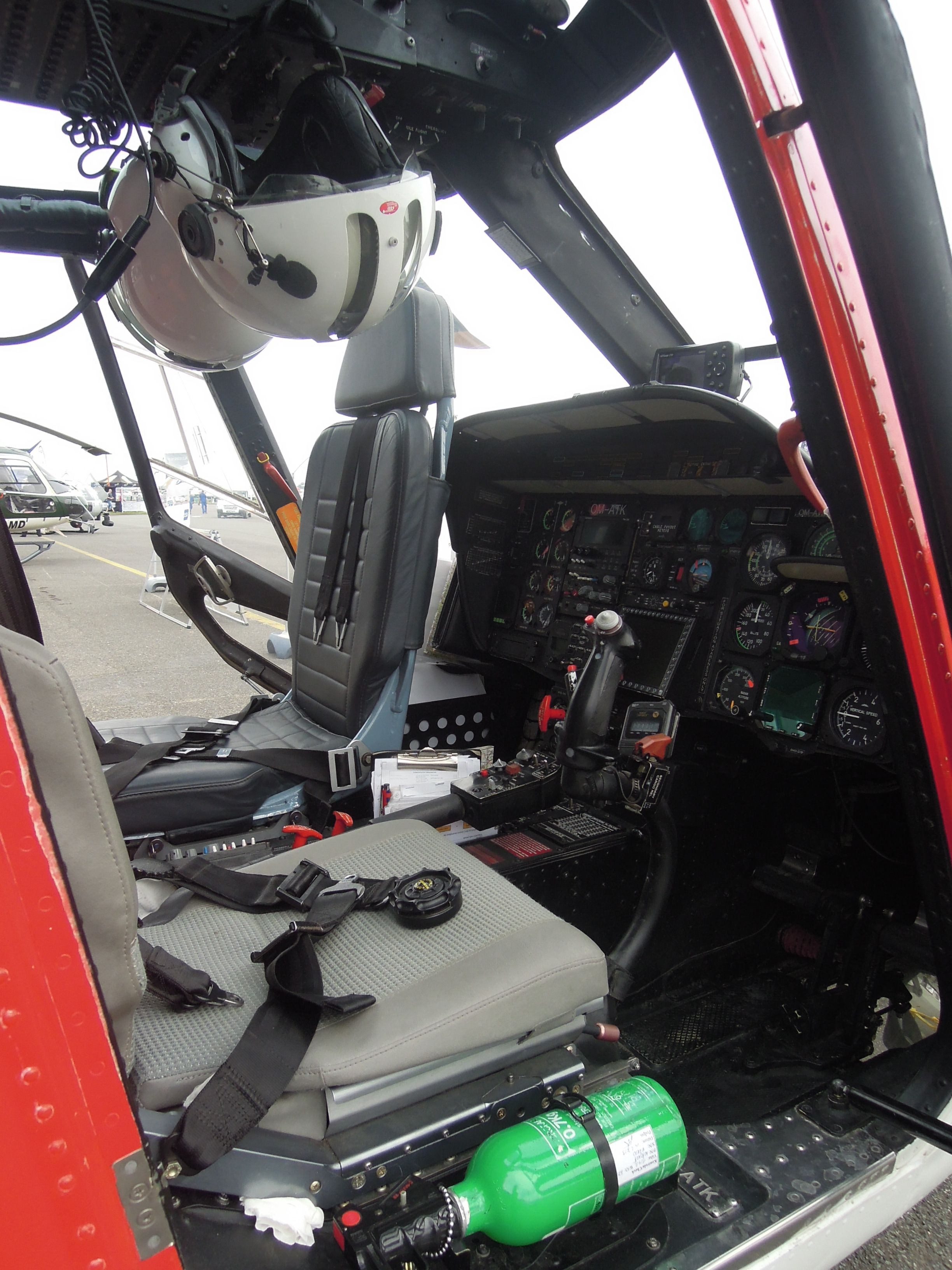
Kokpit vrtulníku Agusta A109K2